# Île de la Morue
L'île de la Morue est aussi l'autre nom de l'île fleurie en région parisienne.
L’île de la Morue (Codfish Island en anglais et Whenua Hou en maori), est une petite île de Nouvelle-Zélande, d'une superficie de 14 km2. Elle est située au sud de l'archipel, à l'ouest de l'île Stewart.

## Toponymie
L'île est l'une des nombreuses lieux de Nouvelle-Zélande à avoir un double nom de lieu (Codfish Island / Whenua Hou), composé des noms anglais et maori séparés par une barre oblique. Le nom anglais Codfish fait référence à la morue bleue endémique des eaux néo-zélandaises. Le nom maori Whenua Hou signifie « nouvelle terre », il date de la colonisation de la Nouvelle-Zélande par les Pākehā (ou Pakeha). Le terme Pakeha  est généralement employé pour désigner les Néo-Zélandais d'origine anglo-saxonne ou européenne. Mais certains Māori l'emploient pour désigner toute personne non-māori. Ce terme fut employé pour la première fois peu après l'arrivée de colons européens en Nouvelle-Zélande à la fin du XVIIIe siècle.

## Faune

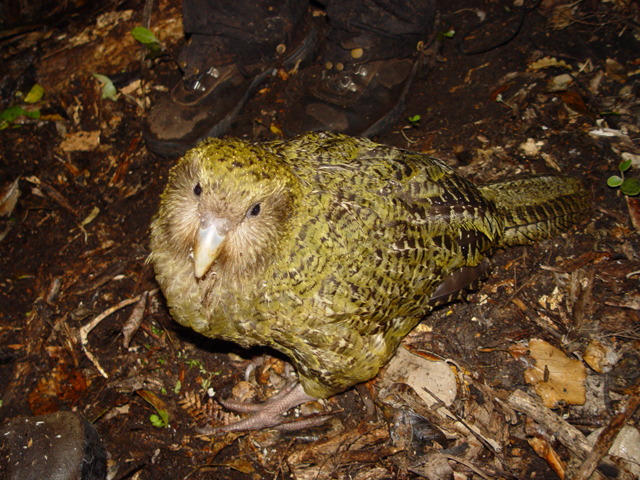
Whenua Hou abrite environ la moitié de la population mondiale des kākāpō.

Dans les années 1970 et 1980, l'île de la Morue est choisie, avec l'île de Maud, l'île de la Petite Barrière et de Manapour, comme lieu de réintroduction du kakapo. Après une dératisation entre 1988 et 1989, l'île est devenue un lieu parfaitement assaini pour y développer des conditions favorables à la biodiversité. La Royal Forest and Bird Protection Society of New Zealand, spécialisée dans la protection et la conservation de la flore et de la faune indigènes, ainsi que des lieux sauvages et des écosystèmes naturels uniques de la Nouvelle-Zélande, a procédé au réaménagement de l'île de la morue. L'île est à ce jour un sanctuaire d'oiseaux sans prédateurs et concentre les efforts de sauvegarde des kākāpō.
L'île de la morue abrite la majorité de la population reproductrice de kākāpō en voie d'extinction. En 2002, 24 poussins kākāpō ont éclos sur l'île, suivis en 2009 de 33 poussins et en 2016, 32 poussins autres poussins ont tous pris leur envol. Son résident le plus célèbre est Sirocco, un kākāpō né en 1997; Sirocco est devenu le « porte-parole officiel de la conservation » du gouvernement en 2010.
L'île a été reconnue Zone importante pour la conservation des oiseaux. C'est un haut lieu de nidification pour de nombreuses espèces d'oiseaux marins, notamment le Gorfou du Fiordland (Eudyptes pachyrhynchus) et le Manchot antipode (Megadyptes antipodes), et le Puffinure plongeur (Pelecanoides urinatrix).
L'île de la Morue abrite également le Mégalure matata (Poodytes punctatus), la perruche de Sparrman (Cyanoramphus novaezelandiae), le pétrel de Cook et le pétrel plongeant (kākāriki) ainsi que les canard du Pacifique. Une colonie de mohouas (Mohoua ochrocephala) y a été introduite au XXe siècle 

### Littérature
- Codfish Island/Whenua Hou – Une décennie plus tard.
- Conservation intégrée du pétrel plongeur Whenua Hou.
- Département néo-zélandais de la conservation Doctorat ohannes-Fischer.